# Герит ван Хонтхорст
Герит ван Хонтхорст (на нидерландски: Gerrit van Honthorst) е нидерландски художник.

## Биография
В началото на XVII век (ок. 1610 година) учи и работи в Рим, под влиянието на Караваджо, а също и в Лондон, където дава уроци на дъщерята на Карл I. Сред римските ученици на Хонтхорст е Матиас Стом. През 1622 година Хонтхорст е приет в гилдията на живописците на своя роден град. През 1630 година започва да работи като портретист, а през 1637 година се премества в Хага. През 1641 година е назначен за придворен художник на Вилхелм Орански. През 1649 година участва в изписването на кралския дворец в Гаага (т.нар. „Дървен дом“, на нидерландски: Huis ten Bosch). През 1652 година се завръща в Утрехт, където след няколко години умира.
- „Отричането на апостол Петър“,
ок.1612 – 1620 година, Рен
- „Принц Орански със семейството си“,
1647 година, Амстердам

## Творчество
Заради майсторството при изобразяването на нощни сцени при изкуствено осветление получава от италианците прозвището „Нощният Герардо“ (на италиански: Gherardo della Notte, или още на италиански: Gherardo Fiammingo, „Герардо Фламандеца“). В родината си става централна фигура в групата на „Утрехските караваджисти“ (включваща Хендрик Тербрюгген и др.). Рисува портрет на херцог Бъкингам и неговото семейство, краля и кралицата на Бохемия, Мария Медичи и др.